# La Candelaria (Salta)
La Candelaria es una localidad del noroeste de la Argentina, ubicado en la provincia de Salta.

## Toponimia
Epónimo de la Virgen de la Candelaria

## Población
Contaba con 1085 habitantes (Indec, 2001), lo que representa un decremento del 0,2 % frente a los 1089 habitantes (Indec, 1991) del censo anterior.

## Ntra. Sra. de la Candelaria
- 1630: Los propietarios de la finca hacen construir una capilla para entronizar la imagen de la Señora de la Candelaria, que fue traída de la ciudad portuguesa de Coímbra
- 1735: La imagen es llevada a la ermita del Nazareno, en la ciudad de Salta.
- El 2 de febrero: Se festeja el día de la Virgen de La Candelaria con una fiesta popular que convoca a las poblaciones vecinas a participar en la procesión alrededor del pueblo, seguida de un desfile de gauchos y otras manifestaciones folclóricas en honor de la Patrona.

### Sismicidad
La sismicidad del área de Salta es frecuente y de intensidad baja, y un silencio sísmico de terremotos medios a graves cada 40 años.
- Sismo de 1930: aunque dicha actividad geológica catastrófica, ocurre desde épocas prehistóricas, el terremoto del 24 de diciembre de 1930 (94 años),[2] señaló un hito importante dentro de la historia de eventos sísmicos salteños, con 6,4 Richter. Pero nada cambió extremando cuidados y/o restringiendo códigos de construcción.[1]
- Sismo de 1948: el 25 de agosto de 1948 (76 años) con 7,0 Richter, el cual destruyó edificaciones y abrió numerosas grietas en inmensas zonas[2][1]
- Sismo de 2010: el 27 de febrero de 2010 (15 años) con 6,1 Richter